# Tramp, Tramp, Tramp
Tramp, Tramp, Tramp este un film de comedie american din 1926 regizat de Harry Edwards. Rolurile principale sunt interpretate de actorii Harry Langdon și Joan Crawford.

## Distribuție
- Harry Langdon — Harry
- Joan Crawford — Betty Burton
- Edwards Davis — John Burton
- Tom Murray — Kick Kargas
- Alec B. Francis — Amos Logan
- Brooks Benedict — Taxi Driver
- Carlton Griffin — Roger Caldwell